# Wasserschlange (Sternbild)
Die Wasserschlange (lateinisch / fachsprachlich Hydra) ist ein Sternbild südlich des Himmelsäquators.

## Beschreibung

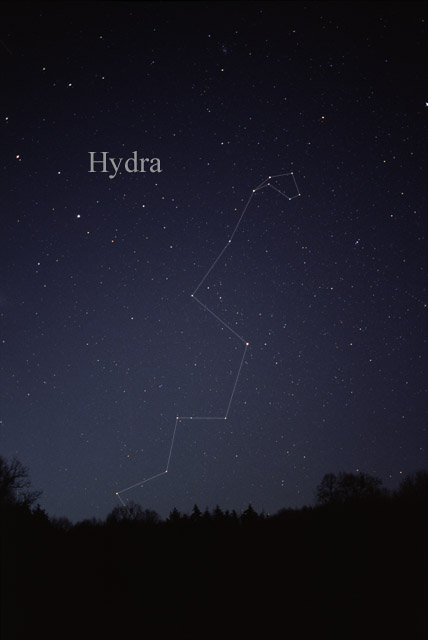
Das Sternbild Wasserschlange (vorderer Teil), wie es mit dem bloßen Auge gesehen werden kann

Die Wasserschlange ist mit 1302,844 deg² das ausgedehnteste Sternbild des Nachthimmels. Sie erstreckt sich unterhalb der Sternbilder Krebs (Cancer), Löwe (Leo) und Jungfrau (Virgo) und kann von unseren Breiten aus im Frühjahr tief am südlichen Horizont beobachtet werden.
Die Wasserschlange ist wenig markant, da die meisten ihrer Sterne lichtschwach sind. Lediglich der Hauptstern Alphard ist mit 1,98m auffallend hell.

## Geschichte
Die „weibliche“ oder große Wasserschlange gehört zu den Sternbildern der antiken griechischen Astronomie, die bereits von Ptolemäus beschrieben wurden.
Im 16. Jahrhundert wurde die „männliche“, südliche oder Kleine Wasserschlange (lat. Hydrus) eingeführt. Dieses Sternbild steht allerdings so weit südlich, dass es von Europa aus nicht zu beobachten ist.

## Mythologie
Zum mythologischen Ursprung existieren zwei Versionen:
Nach der Ersten stellt die Wasserschlange das vielköpfige Untier Hydra dar, das die Sümpfe in der Umgebung der Stadt Lerna heimsuchte. Dem Helden Herakles war die Aufgabe übertragen worden, die Bestie zu töten. Doch Herakles musste feststellen, dass für jeden Kopf, dem er der Hydra mit dem Schwert abschlug, zwei neue nachwuchsen. Gleichzeitig wurde er von einem riesenhaften Krebs attackiert. Es gelang Herakles, den Krebs zu zertreten, doch die Hydra konnte er nur mit Hilfe seines Neffen Iolaos besiegen. Dieser hatte Brennholz herangeschafft und brannte jedes Mal, wenn Herakles einen Kopf des Untiers abgetrennt hatte, die Wunde aus, so dass keine Köpfe mehr nachwachsen konnten. 

Die Hydra, der Krebs und Herakles (Herkules) wurden als Sternbilder am Himmel verewigt.
Eine andere Version bringt die Wasserschlange mit den benachbarten Sternbildern Rabe (Corvus) und Becher (Crater) in Verbindung. Demnach schickte der Gott Apoll einen Raben aus, der frisches Quellwasser für Zeus holen sollte. Der Rabe griff sich einen goldenen Becher und flog zur Quelle. Unterwegs entdeckte er einen Feigenbaum, dessen Früchte jedoch noch unreif waren. Obwohl Apoll ihn angewiesen hatte, keine Zeit zu verlieren, wartete der Rabe mehrere Tage, bis die Früchte reif waren, und schlug sich damit voll. Um einer Bestrafung zu entgehen, griff er sich eine Wasserschlange, flog damit zu Apoll und behauptete, die Schlange habe ihm den Weg versperrt, so dass er erst jetzt zurückkehren konnte. Apoll durchschaute den Lügner und versetzte ihn zur Warnung samt der Schlange und dem Becher an den Himmel.

## Himmelsobjekte

### Sterne
| B   | F  | Namen oder andere Bezeichnungen | Scheinbare Größe (mag) | Entf. (ly) | Spektralklasse |
| --- | -- | ------------------------------- | ---------------------- | ---------- | -------------- |
| α   | 30 | Alphard                         | 1,98                   | 177        | K3 III         |
| γ   | 46 |                                 | 2,99                   |            | G6 III         |
| ζ   | 16 |                                 | 3,11                   | 151        | K0 III         |
| ν   |    |                                 | 3,11                   | 139        | K2 III         |
| π   | 46 |                                 | 3,25                   | 101        |                |
| ε   | 11 |                                 | 3,38                   | 135        | G0 + F7        |
| R   |    |                                 | 3,5 bis 10,9           |            | M7 III         |
| ξ   |    |                                 | 3,54                   | 129        | G7 III         |
| λ   | 41 |                                 | 3,61                   | 115        | K0 III         |
| μ   | 42 |                                 | 3,83                   | 249        | K4 III         |
| θ   | 22 |                                 | 3,89                   | 129        | A0 V           |
| ι   | 35 |                                 | 3,90                   | 276        | K3 III         |
| C   |    |                                 | 3,91                   |            | A0 V           |
| υ1  | 39 |                                 | 4,11                   |            | G8 III         |
| δ   | 4  |                                 | 4,14                   | 179        | A0 V           |
| β   |    |                                 | 4,29                   | 367        | B9 III         |
| η   | 7  |                                 | 4,30                   | 466        | B3 V           |
| D   | 12 |                                 | 4,32                   |            |                |
| ρ   | 13 |                                 | 4,35                   | 336        | A0 V           |
| E   | 58 |                                 | 4,42                   |            |                |
| σ   | 5  | Minchir, Michar                 | 4,45                   | 355        | K1 III         |
| τ   | 31 | Ukdah                           | 4,59                   |            | F6 + K2        |
| υ2  | 40 |                                 | 4,60                   |            |                |
| F   |    |                                 | 4,63                   |            |                |
| ο   |    |                                 | 4,70                   |            |                |
| P   | 27 |                                 | 4,7                    |            | G8 + F2        |
| 400 |    |                                 | 4,7 bis 5,2            |            | C6 II          |
| G   |    |                                 | 4,72                   |            |                |
| I   |    |                                 | 4,76                   |            |                |
| 400 | 26 |                                 | 4,77                   |            |                |
| k   | 51 |                                 | 4,78                   | 518        |                |
| 400 | 9  |                                 | 4,87                   |            |                |
| φ   |    |                                 | 4,91                   |            |                |
| χ1  |    |                                 | 4,92                   |            |                |
| ψ   | 45 |                                 | 4,94                   | 231        |                |
| l   | 52 |                                 | 4,97                   |            |                |
| a   | 6  | Zhang                           | 4,98                   |            |                |
| ω   | 18 |                                 | 4,99                   | 1208       |                |
| N   |    |                                 | 5,0                    |            | F8 + F8        |
| 400 | 50 |                                 | 5,07                   |            |                |
| 400 | 44 |                                 | 5,08                   |            |                |
| m   | 54 |                                 | 5,15                   |            |                |
| 400 | 47 |                                 | 5,20                   |            |                |
| b3  |    |                                 | 5,23                   |            |                |
| 400 | 56 |                                 | 5,23                   |            |                |
| 400 | 23 |                                 | 5,24                   |            |                |
| 400 | 14 |                                 | 5,30                   |            |                |
| b1  |    |                                 | 5,44                   |            |                |
| 400 | 20 |                                 | 5,47                   |            |                |
| 400 | 24 |                                 | 5,49                   |            |                |

Alpha Hydrae ist ein orange leuchtender Stern der Spektralklasse K3 in 177 Lichtjahren Entfernung. 

Der Name Alphard leitet sich aus dem arabischen al farad ab, was so viel wie „der Alleinstehende“ bedeutet. Eine andere Bezeichnung ist Cor Hydrae, „Herz der Wasserschlange“.

### Doppelsterne
| System | Größen (mag) | Abstand   |
| ------ | ------------ | --------- |
| ε      | 3,4/7,0      | 2,7"      |
| τ1     | 4,6/7,6      | 66"       |
| 27     | 4,8/7,0/9,0  | 230"/9,6” |
| N      | 5,6/5,8      | 9,2"      |

Epsilon Hydrae ist ein Doppelsternsystem in 100 Lichtjahren Entfernung. Um es in Einzelsterne aufzulösen, benötigt man ein Teleskop ab 8 cm Öffnung.
Tau Hydrae erscheint im Prismenfernglas als Doppelstern. Tatsächlich handelt es sich um einen „optischen“ Doppelstern, dessen Komponenten nicht durch Gravitation verbunden sind, sondern nur von der Erde aus gesehen in einer Richtung liegen
27 Hydrae ist ein Mehrfachsternsystem, bei dem drei Sterne um einen gemeinsamen Schwerpunkt kreisen. Bereits in einem kleinen Teleskop ab 6 cm Öffnung sind alle drei Komponenten sichtbar.

### Veränderliche Sterne
| Stern | Scheinb. Größe (mag) | Periode  | Typ            |
| ----- | -------------------- | -------- | -------------- |
| R     | 3,5 bis 10,9         | 387 Tage | Mirastern      |
| U     | 4,7 bis 6,2          | 450 Tage | halbregelmäßig |
| V     | 6,5 bis 12,5         |          | Mirastern      |

R Hydrae ist ein pulsationsveränderlicher Stern vom Mira-Typ in 500 Lichtjahren Entfernung. Im Maximum erreicht er eine Helligkeit von 3,5m, im Minimum fällt sie auf Helligkeit auf 10,9m ab. Die Helligkeit variiert mit einer Periode von rund 387 Tagen. Aufzeichnungen haben gezeigt, dass die Periode im 18. Jahrhundert mit rund 500 Tagen wesentlich länger war.
U Hydrae ist ein 2000 Lichtjahre entfernter Stern, dessen Helligkeit sich mit einer Periode von etwa 450 Tagen ändert. Im Maximum erreicht er eine Helligkeit von 4,7m und ist mit bloßem Auge zu sehen. Im Minimum fällt seine Helligkeit auf 6,2m ab, so dass man zu seiner Beobachtung ein Fernglas benötigt. Während des Minimums ist er auffällig rötlich.
V Hydrae ist ein tiefroter Stern vom Typ Mira. Seine Helligkeit variiert zwischen 6,5m und 12,5m.

### Messier- und NGC-Objekte
| Messier (M) | NGC  | sonstige | Größe (mag) | Typ                  | Name             |
| ----------- | ---- | -------- | ----------- | -------------------- | ---------------- |
| 48          | 2548 |          | 5,8         | Offener Sternhaufen  |                  |
| 68          | 4590 |          | 7,3         | Kugelsternhaufen     |                  |
| 83          | 5236 |          | 7,5         | Galaxie              |                  |
|             | 3109 |          | 9,8         | Galaxie              |                  |
|             | 3242 |          | 7,7         | Planetarischer Nebel | Jupiters Geist   |
|             | 3314 |          | 14          | Galaxie              |                  |
|             | 3621 |          | 9,4         | Galaxie              |                  |
|             | 5694 |          | 10,2        | Kugelsternhaufen     |                  |
|             |      | Abell 33 |             | Planetarischer Nebel | Diamantringnebel |

M 48 ist ein offener Sternhaufen in 2500 Lichtjahren Entfernung, der bereits in einem Fernglas einen lohnenden Anblick bietet.
M 68 ist ein 30.000 Lichtjahre entfernter Kugelsternhaufen. Er kann erst mit einem größeren Teleskop in Einzelsterne aufgelöst werden.
M 83 ist eine Spiralgalaxie vom Typ Sc in etwa 15 Millionen Lichtjahren Entfernung. Sie ist bereits im Fernglas als nebliger Fleck zu erkennen. Im größeren Teleskop zeigen sich ein heller Kern und Ansätze von Spiralarmen. Von Deutschland aus ist sie nicht leicht zu beobachten, da sie tief über dem Horizont steht und die dichteren Luftschichten die Sicht behindern.
NGC 3242 ist ein planetarischer Nebel in 3000 Lichtjahren Entfernung. Bei hoher Vergrößerung ist er als grünliches Scheibchen im Teleskop sichtbar. Da sein scheinbarer Durchmesser am Himmel etwa dem des Planeten Jupiter entspricht, wird er auch Jupiters Geist genannt.
NGC 3314 sind zwei wechselwirkende Galaxien in 140 Millionen Lichtjahren Entfernung.